# 奥原希望
奥原 希望（おくはら のぞみ、1995年3月13日 - ）は、日本のプロフェッショナル・バドミントン選手。太陽ホールディングス所属。マネジメント契約先はSFIDA。2011年12月21日付けでバドミントン日本代表ナショナルチームに選出されている。2015年に日本人選手で初めてBWFスーパーシリーズファイナルズ女子シングルスで優勝し、2016年リオデジャネイロオリンピックで日本人選手で初めてシングルスでのオリンピックメダル獲得（銅メダル）、2017年に日本人選手で初めて世界選手権女子シングルスで優勝した。BWF世界ランキング最高位は1位（2019年10月29日）。2013年4月に日本ユニシスへ入社し、2018年に退職した。

## 人物・経歴
長野県大町市出身。尊敬するアスリートはフィギュアスケートの浅田真央。

### 小・中学校
父親と姉、兄の影響を受けて、小学校2年生からバドミントンを始める。小学校6年生時にはANAアジアユースジャパン、U13で優勝、全国小学生ABC大会で2位、全国小学生バドミントン選手権大会で女子シングルスベスト8に進出。
大町市立仁科台中学校に進学後は、全日本ジュニアバドミントン選手権大会にて中学1年次には新人部門でシングルスベスト8、中学2年次には新人部門でシングルス優勝、中学3年次ではジュニア部門でシングルス2位。

### 高校
2010年4月に長野から単身で埼玉県立大宮東高等学校へ進学、高校1年生次は全日本ジュニア選手権で優勝、インターハイは3位、全日本総合バドミントン選手権大会でベスト16。
高校2年生次の2011年は全日本ジュニア選手権で2連覇を達成、インターハイ初優勝（翌年も優勝）。また、この年からは国際試合にも出場し、オーストリアインターナショナルチャレンジで優勝、ヨネックスオープンジャパンベスト16、カナダ・オープングランプリでベスト4などの成績を残し、世界ジュニアバドミントン選手権大会では銅メダルを獲得。全日本総合選手権では決勝戦に進出。決勝戦では2008年以来本大会3連覇中だった廣瀬栄理子（パナソニック）と対戦する予定であったが、決勝戦当日に廣瀬が体調不良により試合を棄権したことにより、不戦勝で優勝が決定した。これにより、奥原は宮村愛子（熊本中央女子高等学校）の持つ18歳4ヶ月を大幅に更新する16歳8ヶ月での史上最年少バドミントン全日本女王となった。全日本総合での活躍が認められ、2011年12月21日付けで発表されたバドミントン日本代表に初選出された。
2012年はアジアユースU19選手権で銀メダルを獲得。混合団体戦では日本の初優勝に貢献した。千葉ポートアリーナで開催された世界ジュニア選手権では団体戦決勝の中国戦女子シングルスで孫瑜に敗れ、チーム自体も敗れて準優勝。しかし個人戦の女子シングルスでは準決勝で孫瑜に2-0で雪辱を果たし、日本勢対決となった決勝でも山口茜を2-0（21-12 21-9）で降して同大会日本勢初の金メダルを獲得。2012年ロンドンオリンピックの時点では世界ランキングが低く、選考の対象にはならなかった。
しかし、2013年1月に左膝の半月板を損傷し、手術を受けた。

### 実業団
高校卒業後、2013年4月に日本ユニシスへ入社。故障から休養を経て11月の中国オープンから実戦に復帰。
2014年11月、スーパーシリーズの香港オープンで準優勝。
2015年のヨネックス・オープン・ジャパンでは決勝で山口を下してスーパーシリーズ初優勝を果たした。同年12月の全日本総合選手権では決勝に勝ち上がり、佐藤冴香を2-0（21-12, 22-20）で下して4年ぶり2度目となる全日本女王の栄冠を手にした。同月、スーパーシリーズファイナルズでは、グループリーグと準決勝で世界選手権2連覇中のカロリーナ・マリンを2-0で降すなど1セットも落とさず決勝に進出。決勝でもロンドンオリンピック銀メダルの王儀涵を2-0（22-20、21-18）で破り、日本人で初めてスーパーシリーズファイナルズのシングルスで優勝した（同大会では桃田賢斗も男子シングルスで日本人初優勝）。
2016年3月、全英オープンで王儀涵、王適嫻（共に中華人民共和国）、カロリーナ・マリン（スペイン）らに勝利し、同大会女子シングルスの日本人選手では1977年の湯木博恵以来となる優勝。大会後に発表された世界ランクが自己最高の3位となる。同年8月のリオデジャネイロオリンピックでは準々決勝で山口茜との日本人対決を制し準決勝に進出。準決勝ではシンドゥ・プサルラ（インド）に敗れたものの、3位決定戦で対戦することになっていた李雪芮（中華人民共和国）が準決勝（対カロリーナ・マリン戦）の試合中に左膝を負傷し、その影響で奥原との3位決定戦を棄権したことにより、不戦勝で銅メダルを獲得し、日本のバドミントン史上初のシングルスでのオリンピックメダリストとなった。また、長野県出身者としては初の夏季オリンピック個人種目のメダリストともなった。
2017年8月、スコットランド・グラスゴーで開催された2017年世界バドミントン選手権大会において、準々決勝で世界選手権2連覇中だったリオ五輪金メダリストのカロリーナ・マリンを、準決勝でロンドン五輪銅メダリストのサイナ・ネワールを、決勝でリオ五輪銀メダリストのプサルラを下し、日本人選手として初めて世界選手権女子シングルスを制覇した。準々決勝からの3試合は全てフルゲーム1時間を超える接戦で、特にプサルラとの決勝は1時間49分に及ぶ一進一退の攻防の末、奥原が2-1（21-19, 20-22, 22-20）で辛うじて勝利する大接戦となった。
2018年はユーバー杯で37年ぶりの優勝、アジア大会団体48年ぶりの優勝メンバーとなる。南京で開催された世界選手権は第8シードで出場し準々決勝で第3シードのプサルラに敗れた。BWFワールドツアーでは香港、韓国、タイの3大会で優勝。BWFワールドツアーファイナルズではプサルラに敗れて準優勝。
2018年12月5日、同年12月末限りにて所属先の日本ユニシスを退社し、2019年1月より個人活動選手として新たな出発をすることを、自らのマネジメントを担当しているスポーツ・エージェントSFIDAを通して発表した。同年12月22日のバドミントンS/Jリーグ（京都府立体育館（島津アリーナ京都））の日本ユニシス 対 ACT SAIKYO戦の女子シングルス戦が日本ユニシス所属選手としての最終試合となった。

### プロフェッショナル選手として
2018年12月27日に東京都内で記者会見を行い、「東京オリンピックへ向けてすべてを賭けて準備したい」との思いからプロフェッショナル・バドミントン選手として活動を開始することを正式に発表。2019年1月1日付で化学メーカーの太陽ホールディングスと所属選手契約を結ぶことも同時に発表した。
2019年1月1日よりプロ選手として活動を開始した。
8月、スイス・バーゼルで開催された世界選手権には第3シードで出場。ラチャノック・インタノンなどの強豪を退け、2大会ぶりに決勝に進出。決勝ではプサルラに敗れて準優勝。
ワールドツアーでは優勝はなかったものの、年間を通じて5大会で準優勝の成績を収めた。2019年10月29日、世界バドミントン連盟による最新の世界ランクで、奥原選手自身初となる世界ランク1位になった。
12月、全日本総合選手権の決勝で大堀彩を2-0で破り、4年ぶりに優勝。ワールドツアーファイナルは予選を突破したが、準決勝で戴資穎に敗れた
2020年シーズンは3月に全英オープンで準決勝進出。その後新型コロナウイルスの影響でワールドツアーは中断、東京オリンピックも延期となった。9月にツアーが再開され、10月のデンマークオープンでカロリーナ・マリンを破り、ツアーの大会で2シーズンぶりの優勝を果たした。12月、全日本総合選手権で山口茜を決勝で破り、2年連続4度目の優勝を達成
2021年7月に開催の東京オリンピックでは準々決勝で何冰娇に敗れた。
2023年8月の2023年世界バドミントン選手権大会は、大会前の右大腿骨の疲労骨折および右内転筋肉離れのため欠場を余儀なくされた。
2024年4月10日、2024年パリオリンピックへの出場権を逃したことを報告した。

## 主な戦績

### 夏季オリンピック
| 年   | 開催地               | 相手   | スコア   | 結果 |
| ---- | -------------------- | ------ | -------- | ---- |
| 2016 | リオ・デ・ジャネイロ | 李雪芮 | 相手棄権 | 3位  |

### 世界選手権
| 年   | 開催地     | 相手               | スコア              | 結果   |
| ---- | ---------- | ------------------ | ------------------- | ------ |
| 2019 | バーゼル   | シンドゥ・プサルラ | 7–21, 7–21          | 準優勝 |
| 2017 | グラスゴー | シンドゥ・プサルラ | 21–19, 20–22, 22–20 | 優勝   |

### スディルマンカップ
- 2015年 混合団体  準優勝
- 2017年 混合団体  3位
- 2019年 混合団体  準優勝

### ユーバーカップ
- 2016年 女子団体  3位
- 2018年 女子団体  優勝

### アジア大会
- 2018年アジア競技大会 女子団体  優勝

### BWFワールドツアー
| 年   | 大会                                 | レベル       | 相手                       | スコア              | 結果   |
| ---- | ------------------------------------ | ------------ | -------------------------- | ------------------- | ------ |
| 2024 | インドネシア・マスターズ             | Super 500    | 王祉怡                     | 14-21, 13-21        | 準優勝 |
| 2023 | インドマスターズ                     | Super 100    | 盧善恩                     | 21–7, 21-21, 22-20  | 優勝   |
| 2023 | インドオープン                       | Super 300    | リン・ヤエルスフェルト     | 21–19, 21-16        | 優勝   |
| 2021 | タイオープン                         | Super 1000   | ポンパウィ・チョチュウォン | 21–12, 21-16        | 優勝   |
| 2020 | デンマークオープン                   | Super 750    | カロリーナ・マリン         | 21–19, 21-17        | 優勝   |
| 2019 | 福州中国オープン                     | Super 750    | 陳雨菲                     | 21–9, 12–21, 18–21  | 準優勝 |
| 2019 | デンマークオープン                   | Super 750    | 戴資穎                     | 17–21, 14–21        | 準優勝 |
| 2019 | ダイハツ・ヨネックスジャパンオープン | Super 750    | 山口茜                     | 13–21, 15–21        | 準優勝 |
| 2019 | オーストラリアオープン               | Super 300    | 陳雨菲                     | 15–21, 3–21         | 準優勝 |
| 2019 | シンガポールオープン                 | Super 500    | 戴資穎                     | 19–21, 15–21        | 準優勝 |
| 2018 | BWFワールドツアーファイナルズ        | ファイナルズ | シンドゥ・プサルラ         | 19–21, 17–21        | 準優勝 |
| 2018 | 香港オープン                         | Super 500    | ラチャノック・インタノン   | 21–19, 24–22        | 優勝   |
| 2018 | 福州中国オープン                     | Super 750    | 陳雨菲                     | 10–21, 16–21        | 準優勝 |
| 2018 | 韓国オープン                         | Super 500    | 張蓓雯                     | 21–10, 17–21, 21–16 | 優勝   |
| 2018 | ダイハツ・ヨネックスジャパンオープン | Super 750    | カロリーナ・マリン         | 19–21, 21–17, 11–21 | 準優勝 |
| 2018 | タイオープン                         | Super 500    | シンドゥ・プサルラ         | 21–15, 21–18        | 優勝   |

### BWFスーパーシリーズ
| 年   | 大会                          | 相手               | スコア              | 結果   |
| ---- | ----------------------------- | ------------------ | ------------------- | ------ |
| 2017 | 韓国オープン                  | シンドゥ・プサルラ | 22–20, 11–21, 21–18 | 準優勝 |
| 2017 | オーストラリアオープン        | 山口茜             | 21–12, 21–23, 21–17 | 優勝   |
| 2016 | 全英オープン                  | 王適嫻             | 21–11, 16–21, 21–19 | 優勝   |
| 2016 | BWFスーパーシリーズファイナル | 王儀涵             | 22–20, 21–18        | 優勝   |
| 2015 | 香港オープン                  | カロリーナ・マリン | 17–21, 21–18, 20–22 | 準優勝 |
| 2015 | ヨネックスオープンジャパン    | 山口茜             | 21–18, 21–12        | 優勝   |
| 2014 | 香港オープン                  | 戴資穎             | 19–21, 11–21        | 準優勝 |

  BWFスーパーシリーズファイナルズ
  BWFスーパーシリーズプレミア
  BWFスーパーシリーズ

### BWFグランプリ
| 年   | 大会                     | 相手       | スコア       | 結果 |
| ---- | ------------------------ | ---------- | ------------ | ---- |
| 2015 | USオープン               | 佐藤冴香   | 21–16, 21–14 | 優勝 |
| 2015 | マレーシアマスターズ     | 高橋沙也加 | 21–13, 21–17 | 優勝 |
| 2014 | 韓国マスターズ           | 佐藤冴香   | 21–17, 21–13 | 優勝 |
| 2014 | ベトナムオープン         | 大堀彩     | 21–15, 21–11 | 優勝 |
| 2014 | ニュージーランドオープン | 伊東可奈   | 21–15, 21–3  | 優勝 |
| 2012 | カナダオープン           | 高橋沙也加 | 21–8, 21–16  | 優勝 |

  BWFグランプリゴールド
  BWFグランプリ

### BWFインターナショナルチャレンジ
| 年   | 大会                           | 相手              | スコア       | 結果   |
| ---- | ------------------------------ | ----------------- | ------------ | ------ |
| 2015 | 中国インターナショナル         | 陳雨菲            | 21–19, 21–16 | 優勝   |
| 2011 | オーストリアインターナショナル | 関谷真由          | 21–6, 21–16  | 優勝   |
| 2010 | ラオインターナショナル         | Nitchaon Jindapol | 16–21, 17–21 | 準優勝 |

  BWFインターナショナルチャレンジ

### 世界ジュニア選手権
| 年   | 開催地 | 相手                     | スコア       | 結果 |
| ---- | ------ | ------------------------ | ------------ | ---- |
| 2012 | 千葉市 | 山口茜                   | 21–12, 21–9  | 優勝 |
| 2011 | 桃園県 | ラチャノック・インタノン | 16–21, 16–21 | 3位  |

- 2012年 混合団体　準優勝

### アジアジュニア選手権
| 年   | 開催地 | 相手               | スコア              | 結果   |
| ---- | ------ | ------------------ | ------------------- | ------ |
| 2012 | 金泉市 | シンドゥ・プサルラ | 21–18, 17–21, 20–22 | 準優勝 |

- 2012年 混合団体　優勝

### 国内大会
- 2010年全日本ジュニア選手権　優勝
- 2011年全国高校総体　優勝
- 2011年全日本ジュニア選手権　優勝
- 2011年全日本総合バドミントン選手権大会　優勝
- 2012年全国高校総体　優勝
- 2015年全日本総合バドミントン選手権大会　優勝
- 2019年全日本総合バドミントン選手権大会　優勝
- 2020年全日本総合バドミントン選手権大会　優勝
- 2021年全日本総合バドミントン選手権大会　優勝

## 主な出演
- 情熱大陸（2016年7月3日、TBS）
- グラジオラスの轍（2018年12月11日、フジテレビ）